# Nyctemera parva
Nyctemera parva là một loài bướm đêm thuộc phân họ Arctiinae, họ Erebidae.